# Château de Lauterstein
Le château de Lauterstein (en allemand : Burg Lauterstein), aussi connu comme le château de Niederlauterstein, est un château mediéval dans la localité Niederlauterstein de la ville de Marienberg dans les Monts Métallifères en Allemagne. Il est en ruines depuis la guerre de Trente Ans.

## Géographie
Les ruines sont situées sur un rocher de gneiss bien visible à l'extremité est du Niederlauterstein, au-dessus de la rive gauche de la rivière Schwarze Pockau, environ 2 km à l’ouest de Zöblitz et 4,5 km au nord-est de Marienberg.

## Histoire
Le château de pierre (d’où probablement le nom terminant en -stein) était le centre d'une domaine féodale et servait à protéger le commerce médiéval sur la route de Leipzig par la crête des Monts Métallifères à Prague. Des fouilles archéologiques des années 1970 ont montré qu'il est construit dans la seconde moitié du XIIe siècle. La première mention documentée du château date de 1304. Après les seigneurs de Schellenberg (aujourd'hui Augustusburg) ont perdu sa faide avec l'abbaye d'Altzelle et la domination de la région, le margrave Frédéric Ier de Meissen a concédée le fief du château de Lauterstein et la petite ville de Zcobelin (Zöblitz) au burgrave Albrecht d'Altenburg et à Otto de Leisnig en 1323 qui l'ont supporté. Les administrateurs du château à cette époque étaient les seigneurs de Schellenberg.
En 1434, Kaspar von Berbisdorf, issu de la famille noble saxonne de Berbisdorf, achète le domaine de Lauterstein aux burgraves Otto von Leisnig et Albrecht von Altenburg pour 4 000 florins. En 1497, les descendants de la famille Berbisdorf divisent le complexe du château en deux parties, Ober- et Niederlauterstein. En 1559, l'électeur Auguste Ier de Saxe acquit le château et la domaine de Lauterstein pour 107784 florins et y établit le siège d'un Amt saxon.
Selon la tradition locale, le château est incendié par trois cavaliers suédois le 14 mars 1639. Après cela, il n'est pas reconstruit et reste toujours en ruine. Le siège administratif de l'Amt Lauterstein est d'abord déplacé à Marienberg, et ensuite à Zöblitz et Olbernhau.

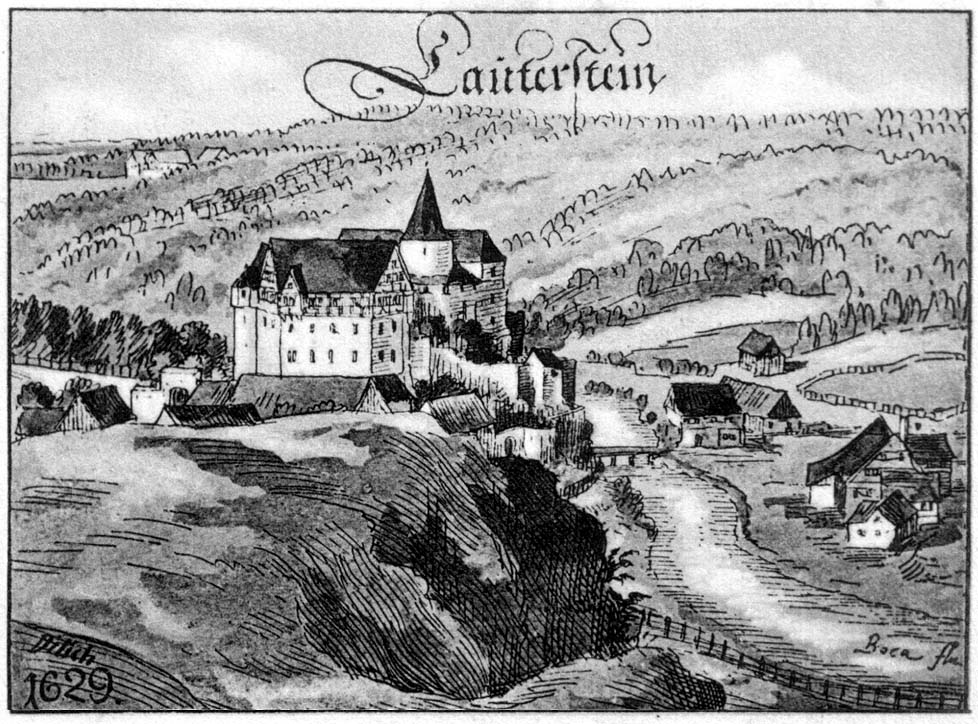
Château de Lauterstein en 1629
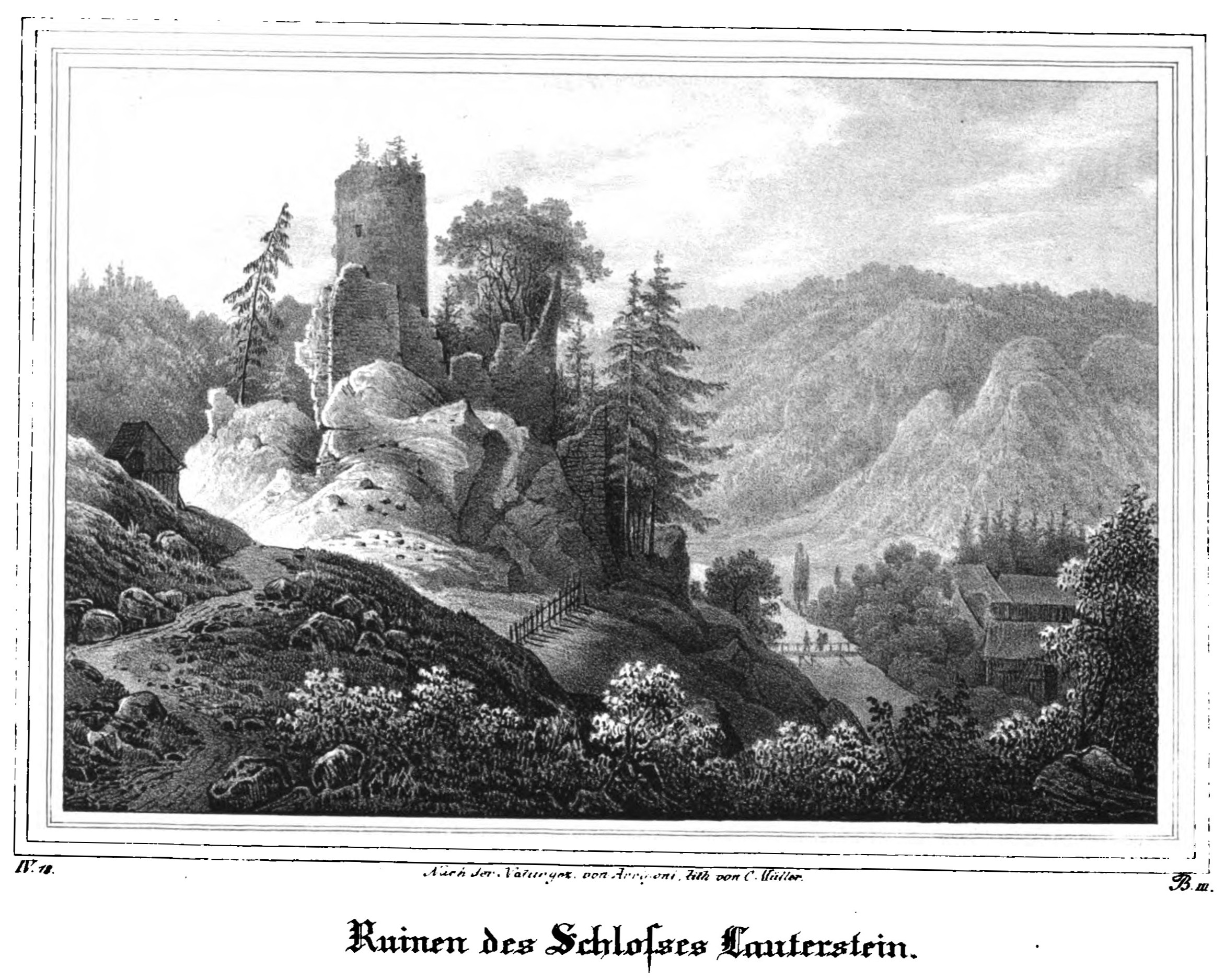
Ruines du château en 1839